# الگوی تورینگ

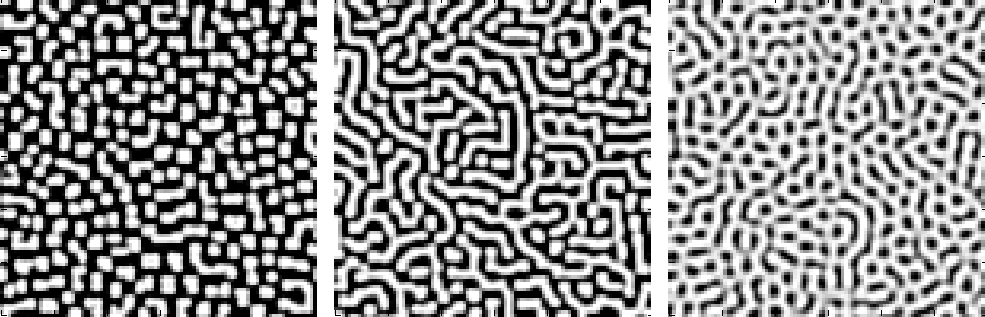
سه نمونه از الگو تورینگ

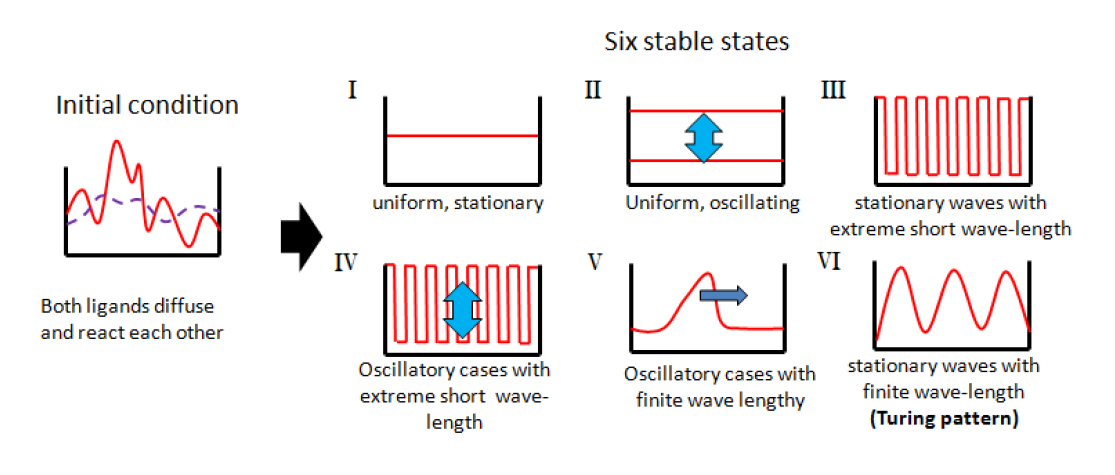
شش حالت ایجاد الگوی تورینگ

ریاضیدان انگلیسی آلن تورینگ مفهومی را معرفی کرد که به عنوان الگوی تورینگ، در مقاله ای با عنوان" مبانی شیمیایی مورفوژنز ". در این مقاله اساسی چگونگی شرح داده شده است الگوها در طبیعت مانند نوارها و لکه ها ، می توانند به طور طبیعی و خودمختار از یک حالت همگن و یکنواخت به‌وجود آیند.

## بررسی اجمالی
تورینگ در مقاله کلاسیک خود، رفتار سیستمی را بررسی کرد که در آن دو ماده قابل انتشار با یکدیگر تعامل دارند، و دریافت که چنین سیستمی قادر به ایجاد یک الگوی تناوبی فضایی حتی از یک شرایط اولیه تصادفی یا تقریباً یکنواخت است. قبل از کشف این مکانیسم بی‌ثباتی ناشی از ضرایب انتشار نابرابر دو ماده، اثرات انتشار همیشه تأثیرات تثبیت‌کننده بر روی سیستم فرض می‌شود.
تورینگ این فرض را مطرح کرد که الگوهای موجی حاصل، اساس شیمیایی مورفوژنز هستند. الگوسازی تورینگ اغلب در ترکیب با الگوهای دیگر یافت می‌شود: رشد اندام مهره‌داران یکی از فنوتیپ‌های متعددی است که الگوی تورینگ را با یک الگوی مکمل همپوشانی دارد (در این مورد مدل پرچم فرانسه).
قبل از تورینگ، یاکوف زلدویچ در سال 1944 این مکانیسم ناپایداری را در ارتباط با ساختارهای سلولی مشاهده شده در شعله های هیدروژن بدون چربی کشف کرد. زلدویچ ساختار سلولی را در نتیجه بزرگتر بودن ضریب انتشار هیدروژن از ضریب انتشار حرارتی توضیح داد. در ادبیات احتراق، ناپایداری تورینگ به عنوان ناپایداری انتشاری - حرارتی نامیده می شود.

## مفهوم

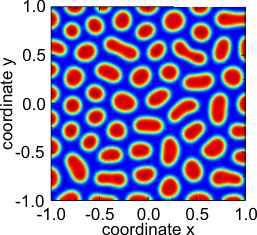
الگوی انشعاب تورینگ

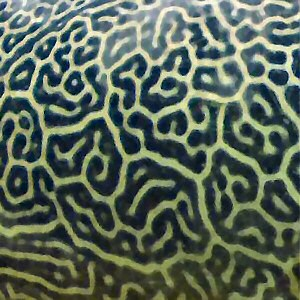
نمونه ای از الگوی تورینگ طبیعی روی ماهی پف کرده غول پیکر

نظریه اصلی، یک نظریه واکنش- انتشار مورفوژنز، به عنوان یک مدل مهم در زیست شناسی نظری عمل کرده است. سیستم‌های واکنش انتشار به عنوان یک مدل اولیه برای تشکیل الگو مورد توجه زیادی قرار گرفته‌اند. الگوهایی مانند جبهه، شش ضلعی، مارپیچ، راه راه و سالیتون های اتلافی به عنوان راه حل معادلات واکنش- انتشار تورینگ مانند یافت می شوند.
تورینگ مدلی را پیشنهاد کرد که در آن دو ماده به طور همگن توزیع شده (P و S) برای ایجاد الگوهای پایدار در طول مورفوژنز با هم تعامل دارند. این الگوها نشان دهنده تفاوت های منطقه ای در غلظت دو ماده است. فعل و انفعالات آنها ساختاری منظم از هرج و مرج تصادفی ایجاد می کند.
در مدل تورینگ، ماده P باعث تولید بیشتر ماده P و همچنین ماده S می شود. با این حال، ماده S از تولید ماده P جلوگیری می کند. اگر S سریعتر از P منتشر شود، امواج شدید اختلاف غلظت برای ماده P ایجاد می شود. یکی از ویژگی های مهم مدل تورینگ این است که طول موج های خاص در توزیع مواد تقویت می شود در حالی که طول موج های دیگر سرکوب می شوند.
پارامترها به سیستم فیزیکی مورد بررسی بستگی دارد. در زمینه رنگدانه پوست ماهی، معادله مرتبط با سه میدان واکنش- انتشار است که در آن پارامترهای خطی با غلظت سلول های رنگدانه مرتبط هستند و پارامترهای انتشار برای همه زمینه ها یکسان نیستند. در بلورهای مایع دوپ شده با رنگ، یک فرآیند فوتوایزومریزاسیون در ماتریس کریستال مایع به عنوان یک معادله واکنش- انتشار دو میدان (پارامتر مرتبه کریستال مایع و غلظت ایزومر سیس آزو-رنگ) توصیف می‌شود. این سیستم ها مکانیسم های فیزیکی بسیار متفاوتی در واکنش های شیمیایی و فرآیند انتشار دارند، اما در سطح پدیدارشناسی، هر دو دارای ترکیبات یکسانی هستند.
همچنین نشان داده شده است که الگوهای تورینگ مانند در موجودات در حال توسعه بدون نیاز کلاسیک مورفوژن های قابل انتشار به وجود می آیند. مطالعات روی رشد جنینی جوجه و موش نشان می‌دهد که الگوهای پیش‌سازهای پر و فولیکول مو می‌توانند بدون پیش‌الگوی مورفوژن تشکیل شوند و در عوض از طریق خود تجمع سلول‌های مزانشیمی زیر پوست ایجاد شوند. در این موارد، یک جمعیت یکنواخت از سلول‌ها می‌توانند توده‌هایی با الگوی منظم تشکیل دهند که به خواص مکانیکی خود سلول‌ها و سفتی محیط خارج سلولی اطراف بستگی دارد. الگوهای منظم توده‌های سلولی از این نوع در ابتدا در یک مدل نظری فرموله‌شده توسط جورج اوستر پیشنهاد شد، که فرض می‌کرد که تغییرات در تحرک و سفتی سلولی می‌تواند منجر به ایجاد الگوهای مختلف خود ظهوری از یک میدان یکنواخت سلولی شود. این حالت از شکل‌گیری الگو ممکن است همراه با سیستم‌های انتشار واکنش کلاسیک یا به طور مستقل برای تولید الگوها در توسعه بیولوژیکی عمل کند.
همانند موجودات بیولوژیکی، الگوهای تورینگ در سایر سیستم‌های طبیعی نیز رخ می‌دهند - برای مثال، الگوهای باد تشکیل شده در ماسه، موج‌های تکراری در مقیاس اتمی که می‌توانند در طول رشد کریستال‌های بیسموت ایجاد شوند، و توزیع نابرابر ماده در دیسک کهکشانی.  اگرچه ایده‌های تورینگ در مورد مورفوژنز و الگوهای تورینگ برای سال‌های متمادی خاموش ماندند، اما اکنون برای تحقیقات زیادی در زیست‌شناسی ریاضی الهام‌بخش هستند. این یک نظریه اصلی در زیست شناسی رشد است. اهمیت مدل تورینگ بدیهی است، زیرا پاسخی به سؤال اساسی مورفوژنز ارائه می دهد: "اطلاعات فضایی چگونه در موجودات تولید می شود؟"
الگوهای تورینگ همچنین می توانند در اپتیک غیرخطی ایجاد شوند همانطور که با معادله لوجیاتو-لفور نشان داده شده است.

## کاربرد بیولوژیکی

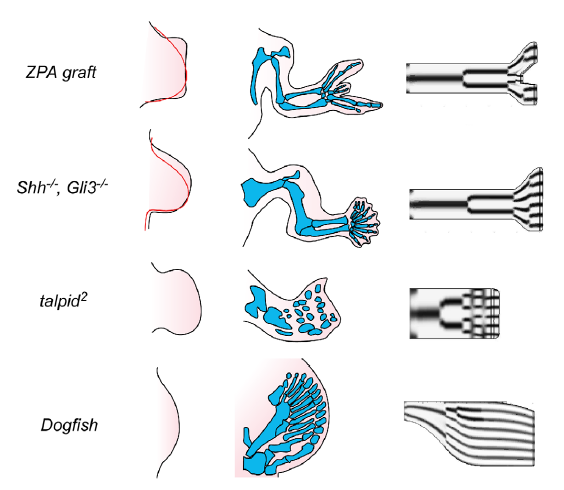
شبیه سازی اثر انبساط دیستال جوانه اندام

مکانیسمی که به عنوان مولد الگوهای نقطه ای و نواری در سیستم های رشدی توجه روزافزونی را به خود جلب کرده است، مربوط به فرآیند انتشار واکنش شیمیایی است که توسط تورینگ در سال 1952 توضیح داده شد. (LALI) چارچوب توسط Meinhardt و Gierer. سیستم های LALI، در حالی که به طور رسمی شبیه به سیستم های واکنش- انتشار هستند، برای کاربردهای بیولوژیکی مناسب تر هستند، زیرا شامل مواردی می شوند که اصطلاحات فعال کننده و بازدارنده به جای واکنش های شیمیایی ساده، و حمل و نقل فضایی، توسط «راکتورهای» سلولی واسطه می شوند. علاوه بر انتشار ساده، می‌تواند توسط مکانیسم‌هایی واسطه شود. این مدل‌ها را می‌توان برای شکل‌گیری اندام و رشد دندان‌ها در میان نمونه‌های دیگر به کار برد.
مدل‌های انتشار واکنش را می‌توان برای پیش‌بینی مکان دقیق کاسپ‌های دندان در موش‌ها و حوله‌ها بر اساس تفاوت در الگوهای بیان ژن استفاده کرد. این مدل می‌تواند برای توضیح تفاوت‌های بیان ژن بین موش‌ها و دندان‌های حفره‌دار، مرکز سیگنال دهی دندان، گره مینای دندان، BMPs مخفی، FGFs و Shh استفاده شود. Shh و FGF تولید BMP را مهار می کنند، در حالی که BMP تولید BMP های بیشتر و سنتز بازدارنده های خود را تحریک می کند. BMPها همچنین تمایز اپیتلیال را القا می کنند، در حالی که FGF ها باعث رشد اپیتلیال می شوند. نتیجه یک الگوی فعالیت ژن است که با تغییر شکل دندان تغییر می کند و بالعکس. تحت این مدل، تفاوت‌های بزرگ بین مولرهای موش و مولر می‌تواند با تغییرات کوچک در ثابت‌های اتصال و سرعت انتشار پروتئین‌های BMP و Shh ایجاد شود. افزایش اندک در سرعت انتشار BMP4 و ثابت اتصال قوی‌تر بازدارنده آن برای تغییر الگوی رشد دندان به موش کافی است.